# Dobrá (district de Frýdek-Místek)
Pour les articles homonymes, voir Dobrá.
Dobrá (en polonais : Dobra ; en allemand : Dobrau) est une commune du district de Frýdek-Místek, dans la région de Moravie-Silésie, en République tchèque. Sa population s'élevait à 3 233 habitants en 2021.

## Géographie
Dobrá se trouve à 4 km au sud-est de Frýdek-Místek, à 20 km au sud-est d'Ostrava et à 289 km à l'est-sud-est de Prague.
La commune est limitée par Bruzovice au nord, par Pazderna et Nošovice à l'est, par Frýdek-Místek et Staré Město au sud, par Frýdek-Místek à l'ouest.

## Histoire
La première mention écrite du village date de 1305.

## Transports
Par la route, Dobrá se trouve à 6 km de Frýdek-Místek, à 27 km d'Ostrava et à 359 km de Prague.